# 尤利烏斯·凱撒遇刺案
尤利烏斯·凱撒遇刺是指前44年3月15日，羅馬共和國終身獨裁官尤利烏斯·凱撒在鄰近羅馬龐貝劇場的龐貝元老院會議上，遭到一群羅馬元老院議員刺殺。在前49年至前45年，尤利烏斯·凱撒因為在凱撒內戰傑出的軍事表現，成功擊敗其政敵，並在羅馬建立唯一的權威。其後，羅馬元老會任命尤利烏斯·凱撒為羅馬共和國的終身獨裁官，但部分議員並不接受此決定。反對凱撒的議員擔心在其獨裁統治期間，前所未有的權力集中正在破壞羅馬共和國、並將導致暴政，因此必須暗殺凱撒以恢復共和國。
其中至少有60名至70名羅馬元老院議員參與這項刺殺凱撒的陰謀，其中最主要的領導人有馬爾庫斯·尤利烏斯·布魯圖斯、蓋烏斯·卡西烏斯·朗基努斯和布魯圖·阿爾比努斯，並被稱為「解放者」。在當天舉行的元老會會議上，這批元老院議員們使用匕首襲擊凱撒，在其身上刺出23處傷口。最終凱撒當場逝世。
但儘管凱撒因為這次暗殺逝世，這批羅馬元老院議員們並沒有獲得原先預期的支持，而無法恢復羅馬共和國的體制。在凱撒葬禮當天，大部分人轉而支持馬克·安東尼一派。前44年夏天，參與暗殺計劃的成員被分散到各省，並在其後爆發解放者內戰，參與暗殺計劃的成員相繼遭到擊敗而逝世。最終這場暗殺計劃造成古羅馬進入羅馬帝國的元首制統治時期。

## 外部連結
- Account （页面存档备份，存于） of the assassination from the historian Appian. Section 114 contains a list of conspirators.
- Suetonius, Life of Julius Caesar （页面存档备份，存于）, includes an account of the plot
- The Assassination of Julius Caesar (The Ides of March, 44 B.C.E.) （页面存档备份，存于） – video by YouTube channel Historia Civilis